# قلنسية
قلنسيةهي ثاني أكبر مديرية بعد العاصمة حديبوه في محافظة أرخبيل سقطرى اليمنية وهي مركز مديرية قلنسية وعبد الكوري، بلغ تعداد سكانها 4741 نسمة حسب الإحصاء الذي أجري عام 2004.
السياحة
توجد في قلنسية محمية ديطوح السياحية الخلابة وشوعب وقعرة ونيت المناطق الساحلية الذهبية